# Ryszard Lewik
Ryszard Władysław Lewik (ur. 17 października 1930 w Rudzie, zm. 1 grudnia 1991) – polski działacz partyjny i państwowy, były I sekretarz Komitetu Miejsko-Gminnego PZPR w Wieluniu, w latach 1984–1990 przewodniczący Prezydium Wojewódzkiej Rady Narodowej w Sieradzu.

## Życiorys
Syn Władysława i Teodory, kształcił się w Wyższej Szkole Partyjnej. W 1947 wstąpił do Polskiej Partii Robotniczej, w 1948 przeszedł do Polskiej Zjednoczonej Partii Robotniczej. Został instruktorem i II sekretarzem Komitetu Powiatowego PZPR w Wieluniu. W latach 1975 i od 1986 członek Komitetu Wojewódzkiego w Sieradzu, zasiadł w jego egzekutywie oraz kierował Rejonowym Ośrodkiem Pracy Partyjnej w Wieluniu. Od 1977 do 1981 pozostawał I sekretarzem Komitetu Miejsko-Gminnego PZPR w Wieluniu. Zasiadał w Miejsko-Gminnej Radzie Narodowej w Wieluniu, do 1980 był jej przewodniczącym. Należał też do Prezydium Wojewódzkiej Rady Narodowej w Sieradzu. 26 czerwca 1984 objął fotel przewodniczącego Prezydium WRN w Sieradzu. Zajmował to stanowisko do 1990.
Był jednym ze współautorów monografii o historii miasta Wielunia pt. Siedem wieków Wielunia: studia i materiały. Pochowano go na Cmentarzu rzymskokatolickim w Wieluniu.